# 速霸陸EF族引擎
速霸陸EF族引擎為日本富士重工業在1983年至1998年之間開發製造的水冷式直列三缸汽油往復式發動機。

## 概要
EF族引擎為富士重工業在1980年代和1990年代針對外銷市場所開發的，也是該公司唯一採取直列三缸結構的汽油往復式發動機。汽缸體以鑄鐵製成，而凸輪軸以正時皮帶驅動，並裝置了鏈條帶動的平衡軸。此族引擎的共通項目包含下列：
- 構造：直列三缸、四衝程循環
- 頂置凸輪軸：SOHC
- 冷卻方式：水冷式

## EF10型

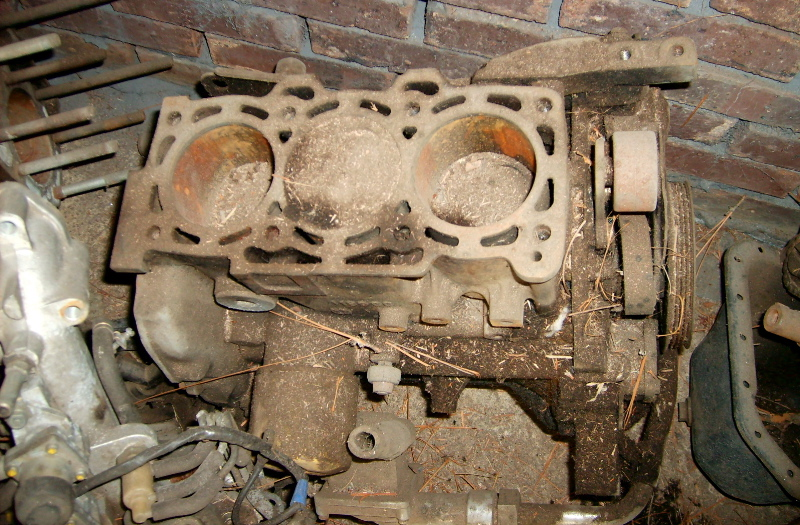
EF10型引擎

排氣量997c.c.、缸徑78.0mm、衝程69.6mm、壓縮比9.5：1的EF10型引擎，其燃料裝置為日立供應的單化油器，而燃燒室為半球型。最大馬力63ps / 6,000rpm，最大扭力8.5kg·m / 3,600rpm。車型：
1. 1983年-1994年：第一代Domingo
2. 1984年-1994年：第一代Justy

## EF12型

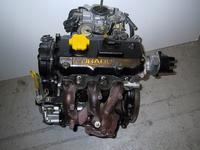
EF12型引擎

排氣量1,189c.c.、缸徑78.0mm、衝程83.0mm、壓縮比9.0：1的EF12型引擎，其燃料裝置為日立供應的雙化油器，而燃燒室為棱頂型。最大馬力73ps / 6,000rpm，最大扭力10.0kg·m / 3,600rpm。車型：
1. 1985年-1994年：第一代Justy
2. 1986年-1994年：第一代Domingo

## EF12型（EMPi）

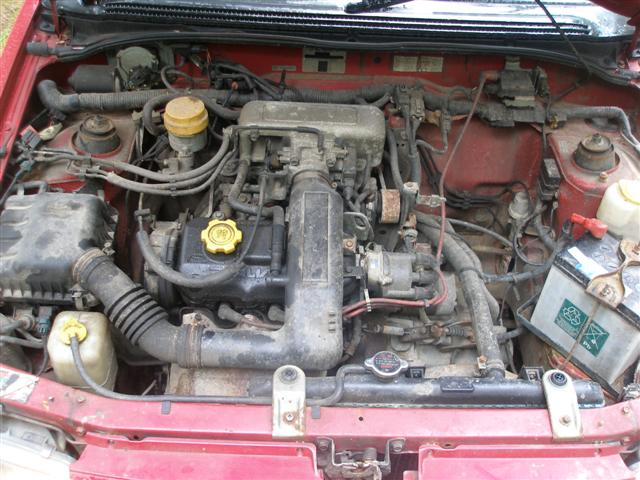
EF12型EMPi引擎

各方面的尺寸不變，但供油方式改成EMPi電子多點噴射系統（Electric Multi-point Injection之縮寫），故壓縮比變成9.1：1。最大馬力74ps / 5,600rpm，扭力峰值為10.0kg·m / 3,600rpm。車型：
1. 1988年-1994年：第一代Justy
2. 1988年-1994年：第一代Domingo
3. 1989年-1996年：大慶金美滿（臺灣，即Justy兄弟車）

## 內部連結
- 速霸陸引擎列表